# Calathodes
Calathodes – rodzaj roślin należący do rodziny jaskrowatych. Obejmuje cztery gatunki występujące w Chinach, Bhutanie i Sikkimie.

## Morfologia
Byliny, zwykle nagie. Liści jest 1-3 odziomkowych i 4-6 łodygowych. Blaszkę mają pojedynczą o nerwacji dłoniastej i kształcie mniej lub bardziej pięciokątnym. Kwiat pojedynczy, szczytowy, podczas kwitnienia z płasko rozpostartym, krótkotrwałym okwiatem. Zewnętrzny okółek składa się z 5 barwnych listków w kolorze żółtym, białym lub zielonkawobiałym. Wewnętrznego okółka okwiatu brak. Pręciki liczne, nagie, z cienkimi nitkami i owalnymi główkami. Słupków jest od 7 do 60. Owocami są liczne mieszki zawierające po 8-10 nasion.

## Systematyka
Pozycja według APweb (aktualizowany system APG III z 2009)
Rodzaj z plemienia Caltheae (siostrzany dla rodzaju knieć Caltha) z podrodziny Ranunculoideae w obrębie rodziny jaskrowatych (Ranunculaceae) z rzędu jaskrowców (Ranunculales), należących do kladu dwuliściennych właściwych (eudicots).
Wykaz gatunków
- Calathodes oxycarpa Sprague
- Calathodes palmata J. D. Hooker & Thomson
- Calathodes polycarpa Ohwi
- Calathodes unciformis W. T. Wang